# 聯合前線
《聯合前線》為世嘉公司1994年推出的戰略遊戲，对应Mega Drive平台。游戏類似大戰略玩法但背景為科幻太空。2019年Mega Drive Mini復刻主機的上市，內載有《聯合前線》官方正式的復刻版。

## 故事
在虚构的21世紀末，石油和天然氣燃料枯竭，引發了2080年的大革命戰爭，最終戰爭延續到26世紀，人類一度發展氫能源。但是全球變暖並無減緩人與人間要爭奪日漸少的生存資源，戰爭從2080打到2132年的22世紀。之後短暫和平恢復，24世紀戰火重啟一個義大利財團使用軌道武器「金屬之錘」轟炸主要城市，人口大量死亡。
之後攻擊方發展成「軌道談判合作社」（CoCoON.，COoperation COmmunity of Orbital Negotiation）並成立了「泛地球條約組織」(PETO.，Pan Earth Treaty Organization)這一傀儡政權統治地球。此時火星與月球開發繁榮，成為繁華的新家園，地球則是殘破和盜賊橫行的地方，PETO的統治區其實也只占地球一部分其他地方處於荒野亂戰。此時一種運輸屋生意興起，從火星往地球運送生存和工業物資給平民生活所需的武裝船隊，成為一賺錢生意，主角為此一生意的經營者之一擁有一支小武裝力量，但此時一場陰謀迫近，故事即將展開。